# Janów Lubelski
Pour les articles homonymes, voir Janów Lubelski (homonymie).
Janów Lubelski (prononciation : [ˈjanuf luˈbɛlskʲi]) est une ville de la voïvodie de Lublin, dans le sud-est de la Pologne.
Elle est le siège administratif (chef-lieu) de la gmina de Janów Lubelski et du powiat de Janów Lubelski.
Janów Lubelski se situe à environ 79 kilomètres au sud de Lublin (capitale de la voïvodie) et 93 kilomètres au nord de Rzeszów  (capitale de la voïvodie des Basses-Carpates).

Sa population s'élevait à 12 093 habitants en 2013.
Le plus ancien monument en l'honneur de Tadeusz Kościuszko y a été établi en 1818 ; détruit par l'occupant allemand, il a été reconstruit en 1959.

## Histoire
De 1975 à 1998, le village est attaché administrativement à la voïvodie de Tarnobrzeg.

Depuis 1999, il fait partie de la voïvodie de Lublin.

## Personnalités liées à la ville
- Daniel Wieleba, acteur de théâtre et de film polonais.

## Relations internationales

### Jumelages
- Beresteczko (Ukraine)

## Galerie

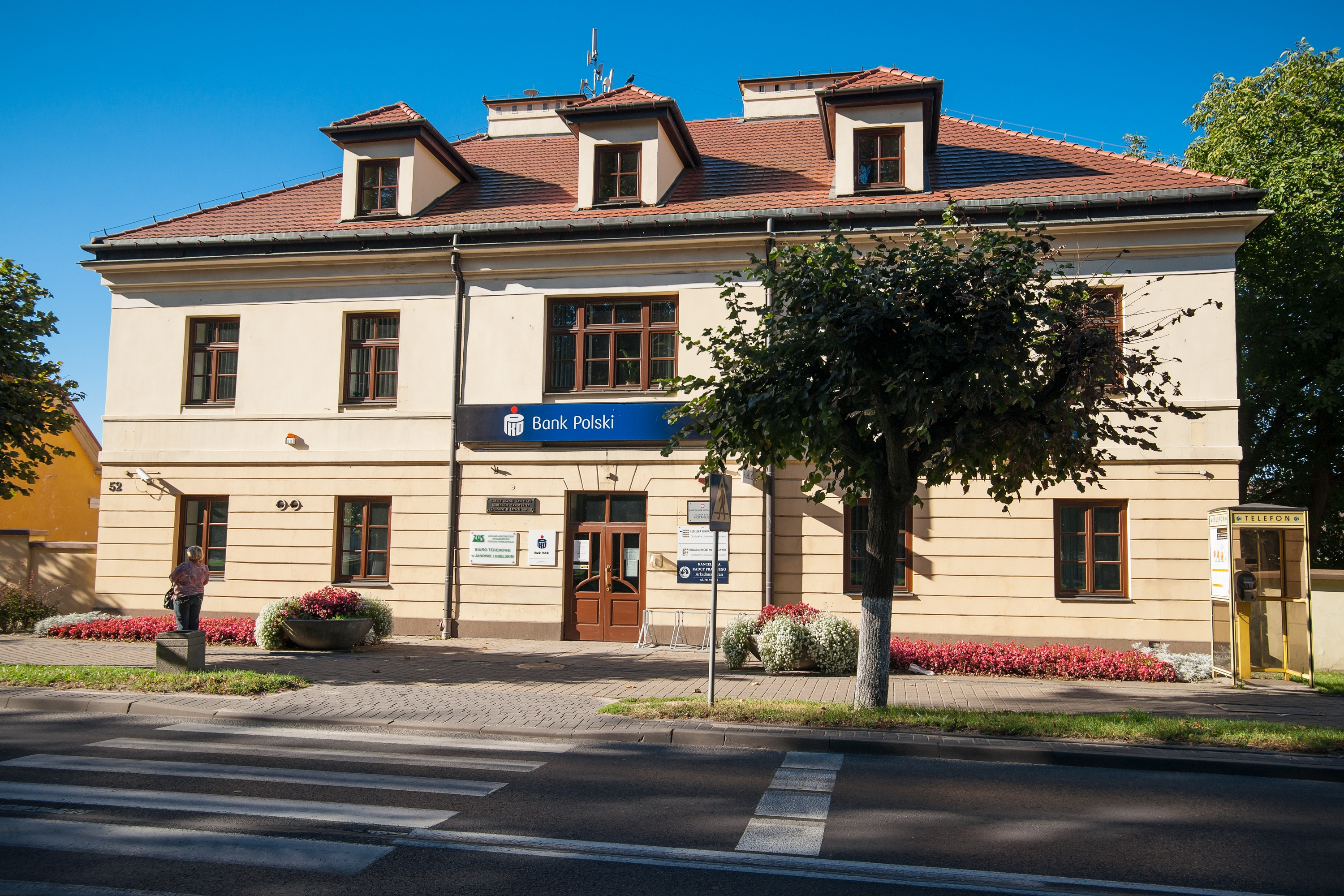
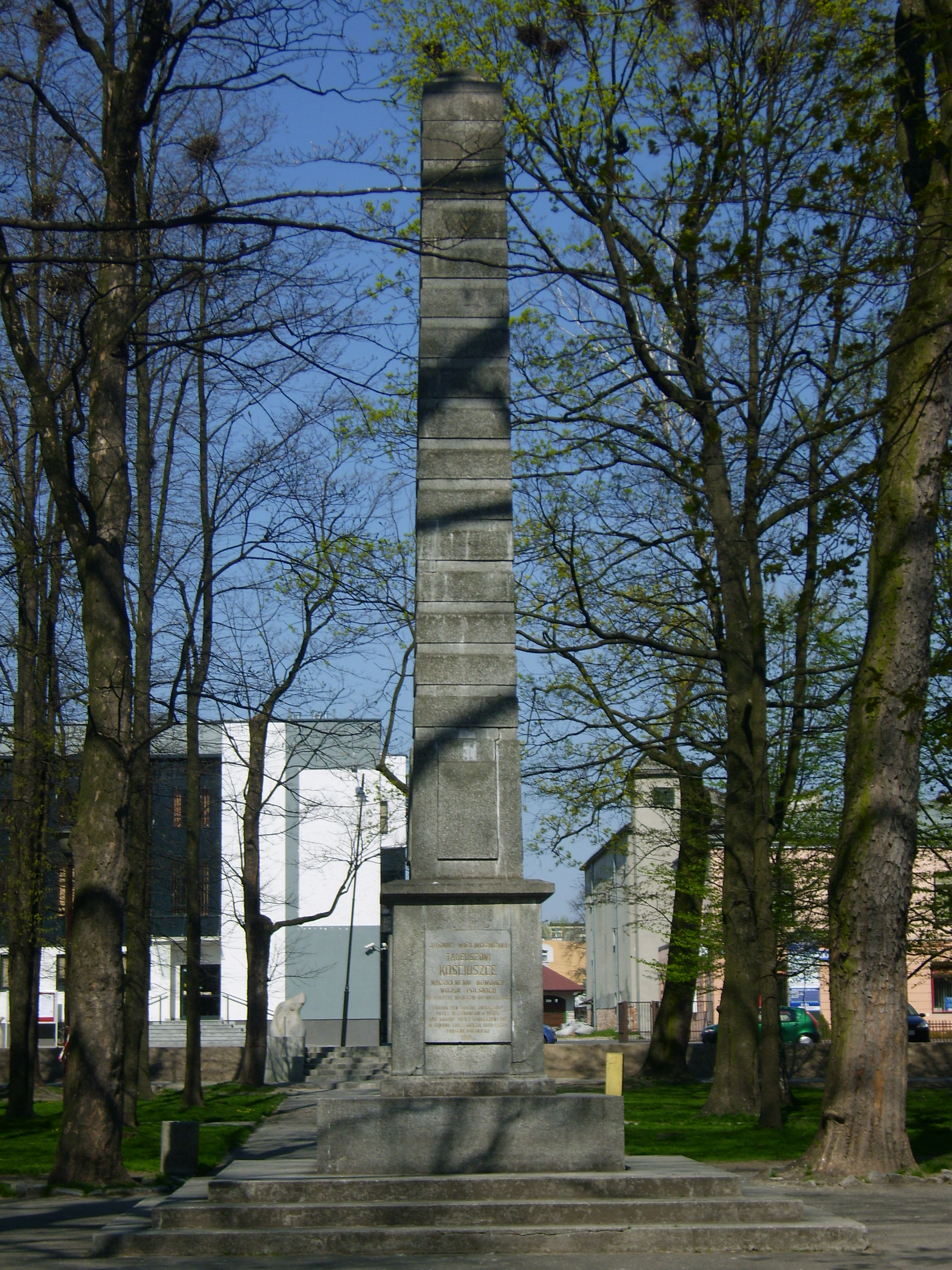
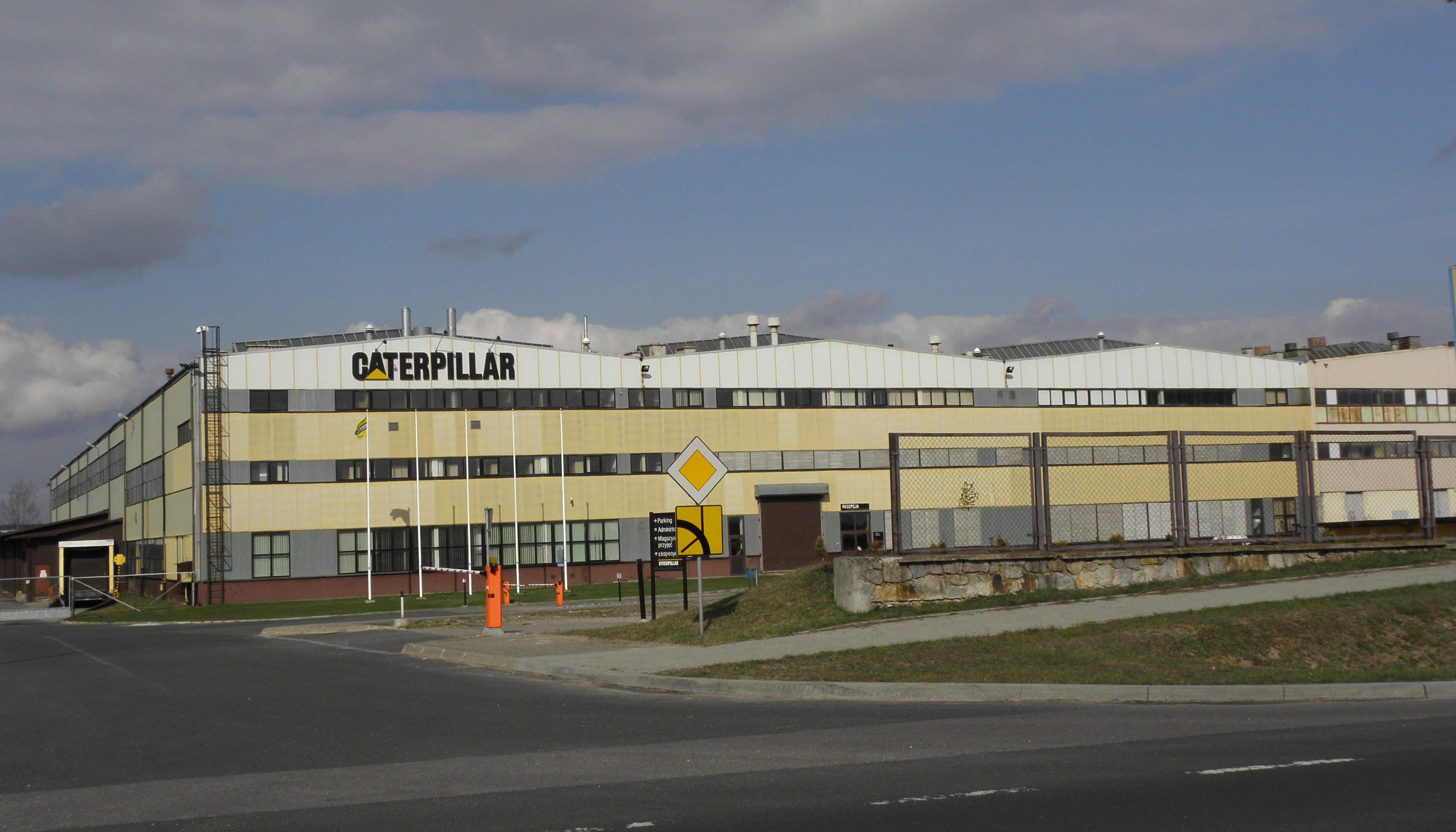
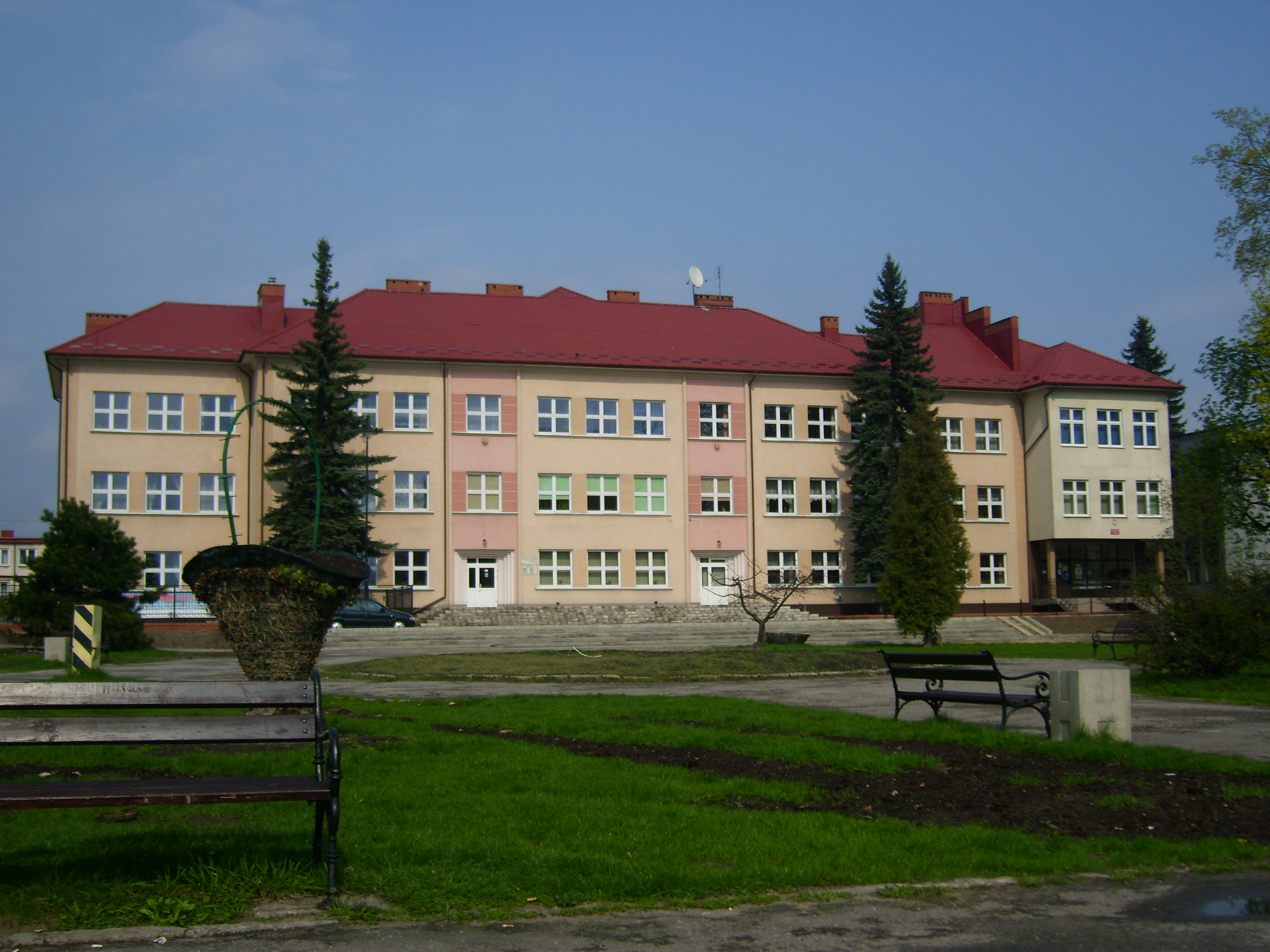
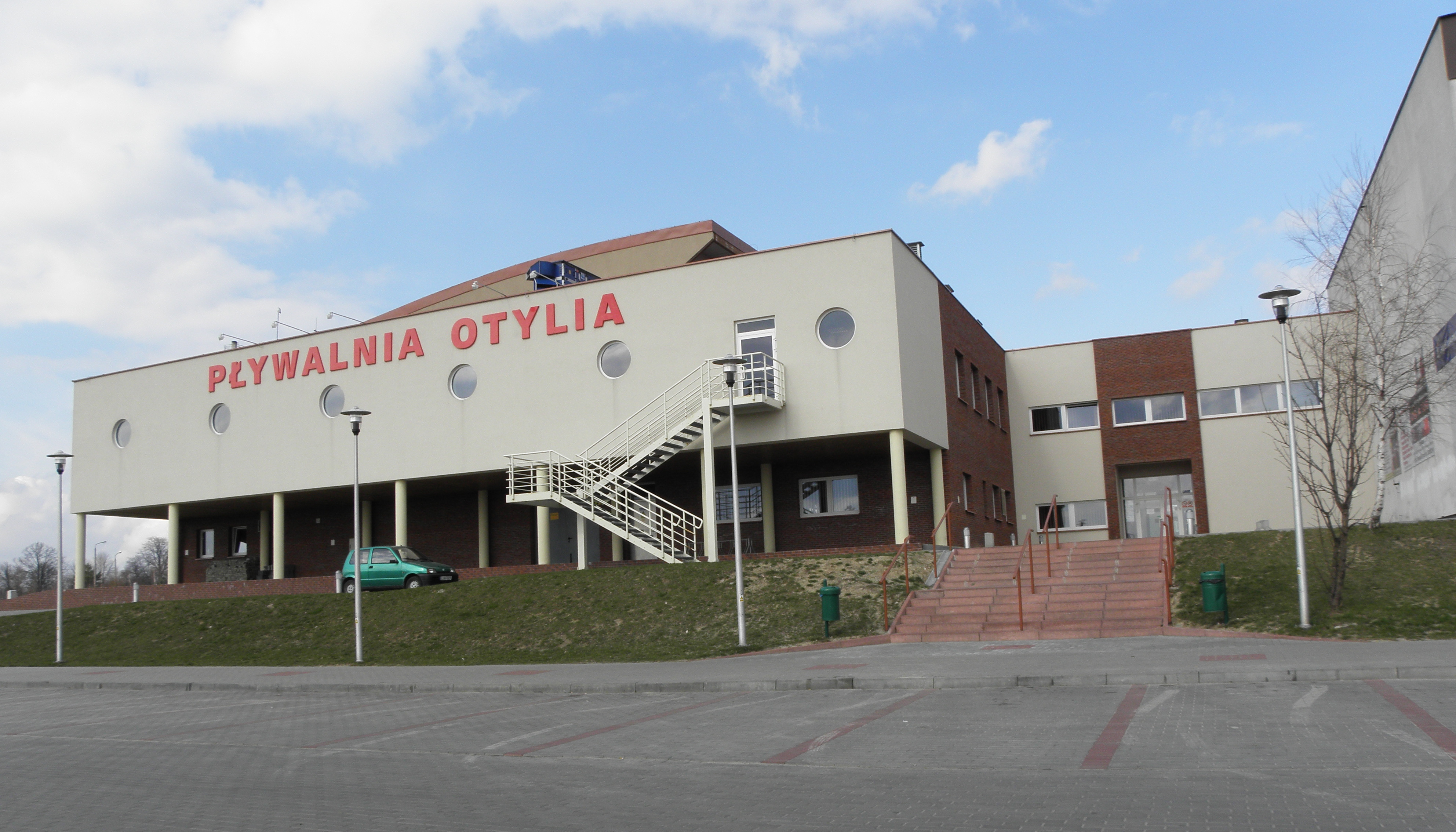
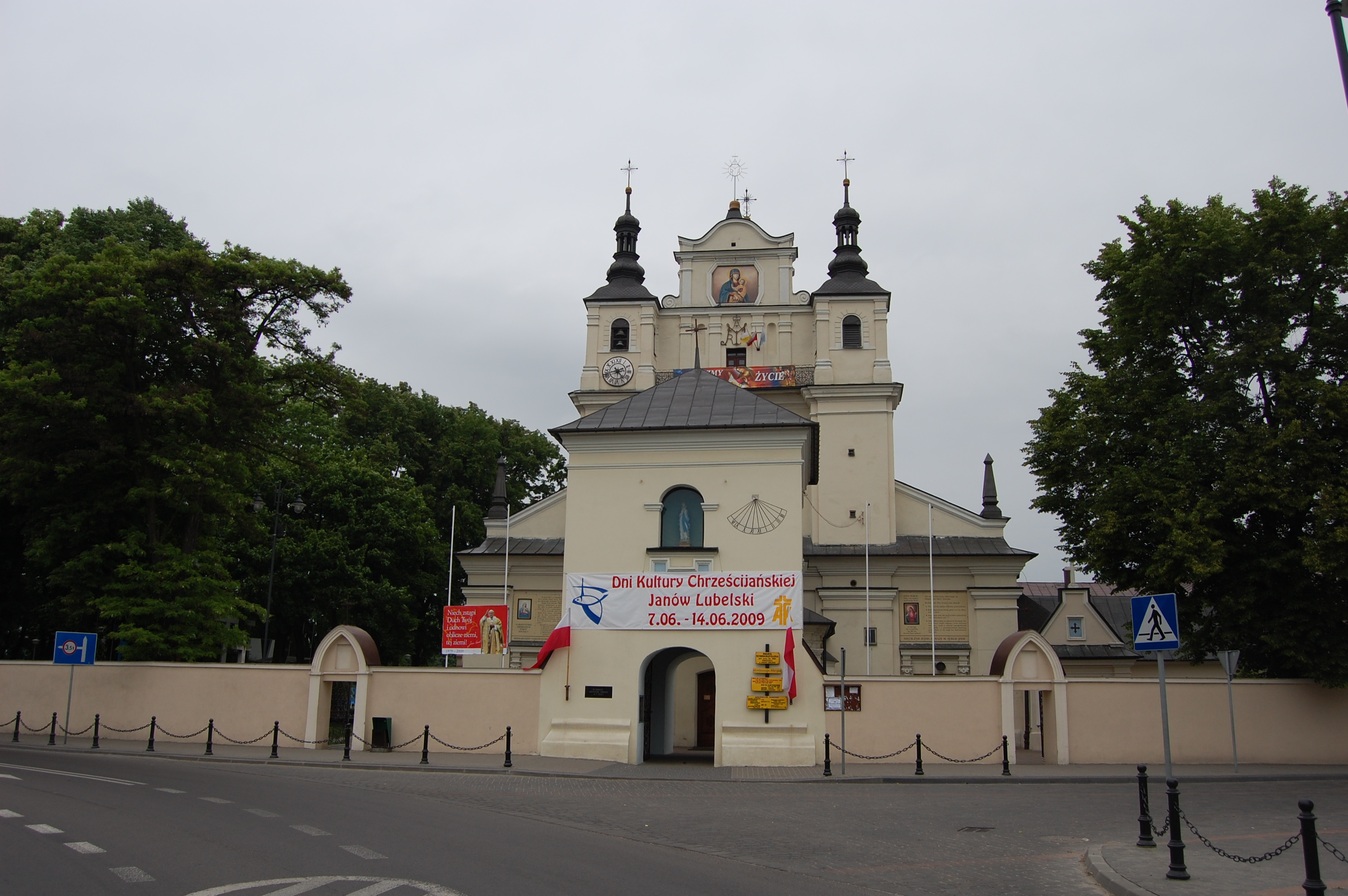
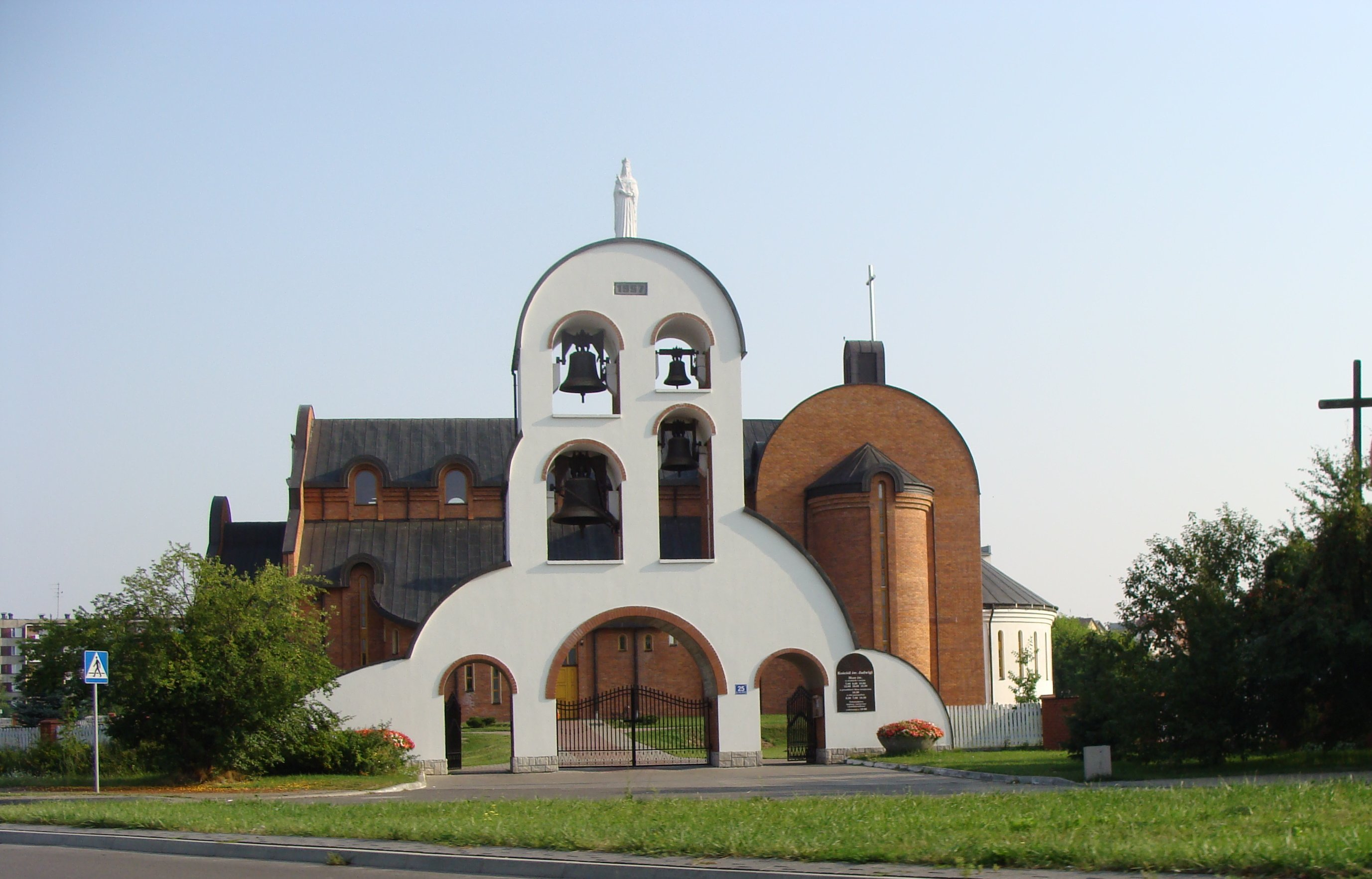
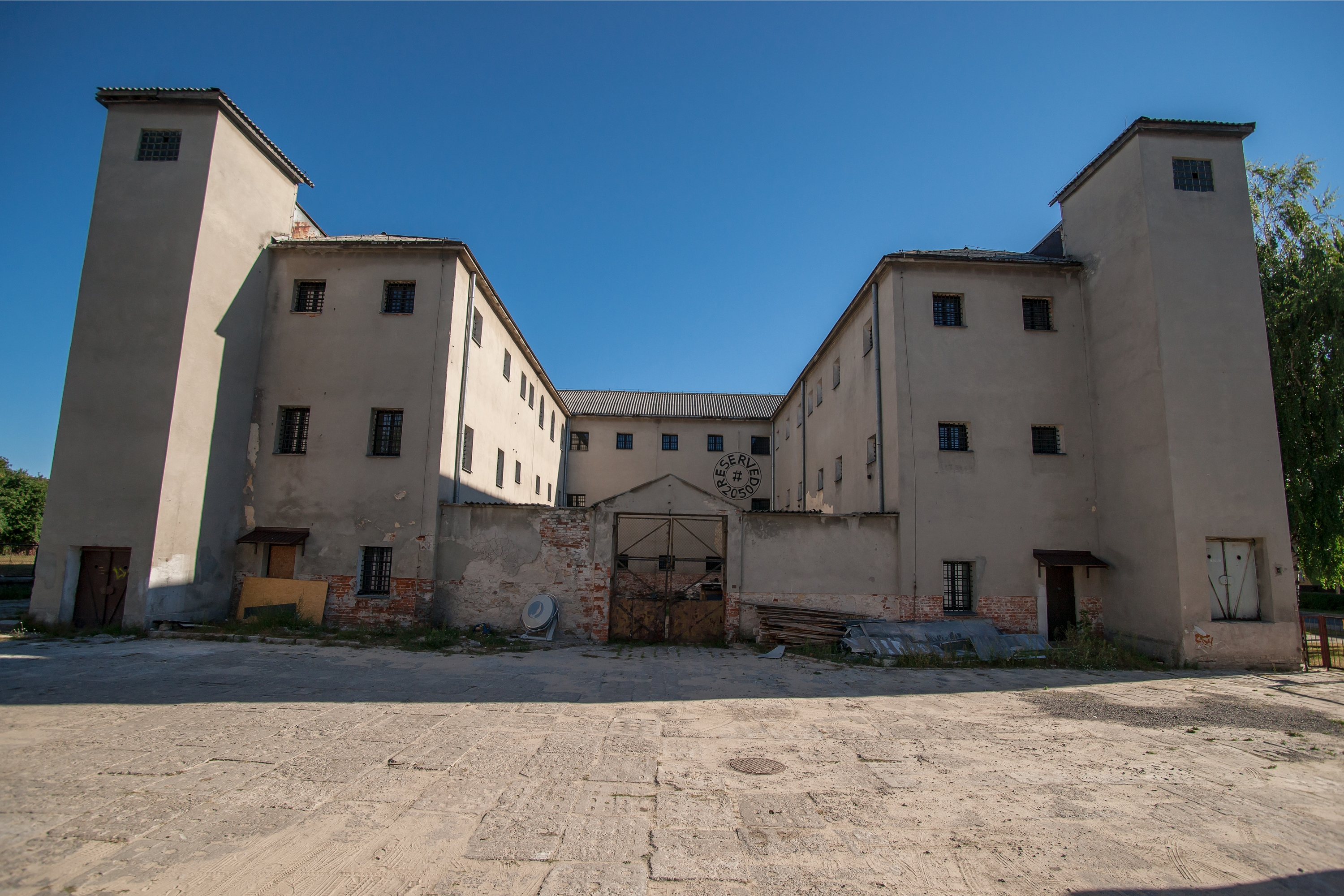

Quelques vues de Janów Lubelski